# Laurentian Hills
Laurentian Hills es un pueblo canadiense situado en la provincia de Ontario.

## Superficie
Laurentian Hills tiene una superficie de 634,31 km².

## Demografía
En 2021, tenía 2885 habitantes, una densidad poblacional de 4,5 hab./km², y 1393 viviendas.